# Anteia (Gattin des Helvidius Priscus)
Anteia war eine in der 2. Hälfte des  1. Jahrhunderts lebende vornehme Römerin.
Anteia war mit dem jüngeren Helvidius Priscus, einem Sohn des stoischen Philosophen und Politikers Gaius Helvidius Priscus, vermählt. Das Paar hatte zwei Töchter namens Helvidia, die beide jung im Wochenbett starben, und einen Sohn. Der jüngere Helvidius Priscus wurde 93 n. Chr. auf Befehl Domitians hingerichtet, weil er angeblich in einer dramatischen Posse Kritik an der Ehescheidung des Kaisers von Domitia Longina geübt hatte. Seine Gattin Anteia durfte in Rom bleiben.
Nach der Ermordung Domitians 96 n. Chr. kehrten Anteias Stief-Schwiegermutter, Fannia, und deren Mutter, die jüngere Arria, die unter Domitian verbannt worden waren, nach Rom zurück. Gemeinsam mit Anteia unterstützten sie den jüngeren Plinius, den Tod von Anteias Gatten auf juristischem Weg zu rächen. Plinius suchte dabei 97 n. Chr., den an der Exekution des Helvidius besonders beteiligten Prätorier Publicius Certus zu belangen. Der Senator Gaius Iulius Cornutus Tertullus ergriff für Plinius Partei und bemerkte, dass die Damen der Familie des Helvidius nicht unbedingt die Bestrafung des Certus, aber zumindest ein Tadelsvotum gegen diesen wollten. Zwar blieben die juristischen Bemühungen des Plinius im Wesentlichen vergeblich, doch enthob Kaiser Nerva Certus immerhin seines Amtes; außerdem erreichte Certus das Konsulat nicht.
Das spätere Schicksal Anteias ist nicht überliefert.